# Lutajući Židov
Lutajući Židov ili Vječni Židov je lik u srednjovjekovnoj kršćanskoj legendi koja se počela širiti Europom u 13. stoljeću.
Prema toj legendi radi se o Židovu kojega je Isus Krist prokleo da luta svijetom do Drugog dolaska, jer mu putem prema Golgoti nije htio dati vode.
Srednjovjekovni engleski ljetopisac Roger od Wendovera († 1236.) napisao je u kronici Flores historiarum kako je nadbiskup iz Velike Armenije za vrijeme posjeta Engleskoj 1228. godine izvjestio o tome da je nekoć bio čovjek poznat kao Cartaphilus koji je tvrdio da je bio vratar Poncija Pilata koji je požurivao Isusa da brže hoda. Isus mu je odgovorio da će požuriti, ali da će on čekati njegov ponovni dolazak. Prema toj legendi, poslije se židovski vratar krstio i uzeo kršćansko ime Josip te se zaredio i proveo pobožan život nadajući se spasenju.
Legenda je prerađena u njemačkom pamfletu Kratki opis i pripovijest o Židovu Ahasuerusu iz 1602. godine, gdje se Židovu prvi put daje ime Ahasuerus. U toj verziji legende pripovijeda se da je 1542. godine luteranski biskup Paulus von Eitzen († 1598.) susreo kraj Hamburga židovskog putnika koji mu je rekao da je on taj lutajući Židov, osuđen od Isusa na beskonačno lutanje i čekanje Drugog dolaska.
U prošlosti, viđenje Lutajućeg Židova bilo je često prijavljivano u mnogim europskim gradovima. Navodno je 1868. godine bio viđen u Salt Lake Cityju, Utah.

## U umjetnosti
Lutajući Židov je bio tema mnogobrojnih drama, poema, novela i umjetničkih djela. Godine 1945. obradio je temu Lutajućeg Židova pjesnik Vladimir Nazor (1876. – 1949.) u poemi Ahasver.

## Vanjske poveznice
- Ahasver Hrvatska enciklopedija
- Lutajući Židov Britannica (engl.)